# Liste des longs métrages malaisiens proposés à l'Oscar du meilleur film international
Cet article présente la liste des longs métrages malaisiens proposés à l'Oscar du meilleur film international.

## Films proposés par la Malaisie
| Année (Cérémonie) | Titre français            | Titre original            | Réalisateur               | Résultat   |
| ----------------- | ------------------------- | ------------------------- | ------------------------- | ---------- |
| 2005 (77e)        | Puteri Gunung Ledang (ms) | Puteri Gunung Ledang (ms) | Saw Teong Hin (ms)        | Non nommé  |
| 2013 (85e)        | Bunohan (ms)              | Bunohan (ms)              | Dain Said                 | Non nommé  |
| 2016 (88e)        | Lelaki harapan dunia      | Lelaki harapan dunia      | Liew Seng Tat (ms)        | Non nommé  |
| 2017 (89e)        | Redha (ms)                | Redha (ms)                | Tunku Mona Riza           | Non nommé  |
| 2020 (92e)        | M for Malaysia (ms)       | M for Malaysia (ms)       | Dian Lee, Ineza Roussille | Non nommé  |
| 2021 (93e)        | Roh (ms)                  | Roh (ms)                  | Emir Ezwan                | Non nommé  |
| 2022 (94e)        | Prebet Sapu (ms)          | Prebet Sapu (ms)          | Muzzamer Rahman           | Non nommé  |
| 2024 (96e)        | Tiger Stripes             | Tiger Stripes             | Amanda Nell Eu            | Non nommé  |
| 2025 (97e)        | Abang Adik (ms)           | 富都青年                  | Jin Ong (ms)              | En attente |